# فرس البحر البربوري
فرس البحر البربوري (الاسم العلمي: Hippocampus barbouri) (بالإنجليزية: Barbour's seahorse)‏ هو نوع من الأسماك يتبع جنس فرس البحر من فصيلة زمارات البحر.